# 神奈川県立平塚中等教育学校
神奈川県立平塚中等教育学校（かながわけんりつ ひらつかちゅうとうきょういくがっこう、Hiratsuka Secondary School）は、神奈川県平塚市大原にある公立中等教育学校。中高一貫制共学校。通称は「平塚中等」。または単に「中等」とも。

## 概要
前身となる神奈川県立大原高等学校内に併設され、2009年に開校した。神奈川県立相模原中等教育学校と共に、神奈川県で最初に設置された公立中高一貫校である。
6年間を、発達段階に応じて「基礎・観察期」（1・2年）、「充実・発見期」（3・4年）、「発展・伸長期」（5・6年）の3期に区分し、学習内容の確かな定着を図りながら教育活動を展開している。前期課程では、45分7校時を基本とし、国語・数学・英語を集中的に学習することにより、基礎を確実に身につける。後期課程では、50分7校時を基本とし、単位制システムをとっている。特に「発展・伸長期」では、各自の進路・興味関心に応じて選択科目を受講する。
神奈川県にある特性を生かし、地球規模で環境や歴史、文化、科学技術などを考える視野を育てることを目的とした「かながわ次世代教養」が特色の一つであり、学年の進行とともに内容は変動する。1年はIT活用、2年は地球環境、3年は伝統文化・歴史を、ALTによるEC（English Communication）は前期課程の3年間を通して学び、後期課程の4・5年は課題研究を行い、それを基盤として6年は卒業研究を行う。
基本的に、1年は32人×5クラス、2〜6年は40人×4クラスという学校規模で、卒業生の大半が4年制大学へ進学する進学校である。
平塚市近隣の小学校出身や、遠方から通っている生徒も在籍しており、後期課程生においては、条件付きで自転車通学が許可されている。

## 教育理念
「次世代のリーダー」の育成を目指し、3つのLを理念に掲げている。また、これを象った「Lキューブ」は、当校指定の体操服や生徒手帳に刻まれている。
【3つのL】
- 生きる（Live）～深い洞察と鋭い感性～「自らの健康や他者の生命・人権を尊重し、広く社会に貢献してほしい」
- 慈しむ（Love）～高い志と豊かな人間性～「郷土かながわを慈しみ、国際社会に羽ばたいてほしい」
- 学ぶ（Learn）～幅広い教養と光る知性～「自ら学び、考え、決断し、行動する力を身につけてほしい」

【学校像】
1. 鋭い感性や独創性を高め、広く社会に貢献する意欲や資質・能力を備えた人材を育てていく学校
2. 思いやりの心を持ち、自ら進んで未来を切り拓く意欲や行動力あふれる、豊かな人間性とリーダーシップを備えた人材を育てていく学校
3. 自主的な学習態度や向上心を養い、6年間の一貫した教育課程のもとで、幅広い教養を備えた人材を育てていく学校

## 沿革
- 2008年（平成20年）11月1日 - 神奈川県立平塚中等教育学校設立告示
- 2009年4月7日 - 第一回入学式・開校記念式典
- 2010年2月16日 - 第一回合唱コンクール
- 2012年
  - 6月23日 - 第一回翠星祭文化部門
  - 6月24日 - 校歌「わたしたちの時代（とき）」制定
  - 9月26日 - 第一回翠星祭体育部門
- 2014年3月1日 - 大原高等学校閉校
- 2015年3月14日 - 第一回卒業式
- 2019年（令和元年）11月1日 - 創立10周年記念式典

## 入学者決定検査
当校に入学するには、入学者決定検査（相模原中等教育学校と共通）を受ける必要があり、適性検査Ⅰ・Ⅱ（各300点満点、所要時間各45分）と調査書（100点満点）の結果により入学者を決定する。
なお、適性検査は「これからの社会で必要とされる幅広い教養を育成していく上での基礎的な力」を測るという内容で実施されており、いわゆる学力試験とは異なる。これは、公立中高一貫校の入学者選抜に関する学校教育法施行規則で定められているものである。そのため、当校の入学者選抜にあたっては、「入試」や「受験」は厳密には誤記とされ、「受検」が正しい表記となる。
出願条件は、受検年度に小学校等を卒業又は卒業する見込みがあり、保護者とともに県内に住所を有し、入学後も引き続き県内から通学することが確実なことである。定員は男女の区別なく合計160名を募集する。相模原中等教育学校との併願はできない。
志願者が多数集まり高い競争率を記録することで知られており、特に開校初年度である2009年の実質倍率は、男女合わせて約6.4倍にものぼった。近年も、4倍前後という高い水準で推移している。

## 校歌
2012年6月24日に行われた第一回翠星祭文化部門閉祭式にて、生徒向けに発表された。作詞・作曲者の鐘ヶ江カオル（当時、香瑠）は創立10周年記念式典に来賓として招かれた。
『わたしたちの時代（とき）』
- 作詞　望月正大、香瑠
- 作曲　香瑠

## 愛唱歌
開校に対して校歌の完成が遅れたため、暫定的に21世紀の新しい神奈川の合唱曲である「ふるさとの風になりたい」が愛唱歌となった。作曲者の白井貴子は開校記念式典にゲストとして招かれた。
『ふるさとの風になりたい』
- 作詞　星合節子
- 作曲　白井貴子

## 年間行事
- 4月 - オリエンテーション合宿（1年）、かながわ歴史探訪（鎌倉、2年）、勉強合宿（東京方面、4年）
- 5月 - 翠星祭体育部門（全学年）
- 7月 - 課題研究発表会（4〜6年）
- 8月 - イングリッシュサマーワークショップ（1年希望者）、イマージョンプログラム（3・4年希望者）
- 10月 - 翠星祭文化部門（1〜5年）
- 12月 - イングリッシュキャンプ（2年）、研修旅行（京都・奈良・広島、3年）、研修旅行（九州方面、5年）、合唱祭（1～5年）
- 2月 - 適性検査（入学者決定検査）
- 3月 - 課題研究中間発表会（3・4年）、芸術鑑賞会（1〜3年）、海外語学研修（イギリス、4・5年希望者）
- その他 - 第1回〜第4回定期試験（全学年）、GTEC（1〜4年）、ひらつか探訪（1年）、かながわ探究Ⅰ〜Ⅲ[注 4]（1〜3年）

備考
- 5年で行う研修旅行は、かつては海外を目的地としており、1〜4・6期生はグアムへ、7期生は台湾への旅行であった。国際情勢を鑑み、5期生は6年での沖縄への国内研修旅行に変更、8期生は中止となった。新型コロナウイルスの感染拡大の影響も受け、9期生以降は九州方面への国内研修旅行に変更された。
- かつては、1月に百人一首大会（1〜3年）、3月に歩行大会（1〜5年）が行われていた。特に、歩行大会は1日かけて行われる行事で、生徒がグループに分かれて当校から伊勢原方面を往復するものであったが、新型コロナウイルスの感染拡大の影響も受け、廃止された[注 5]。

## 部活動
21の部と1つの同好会が活動している。共学校としては珍しく野球部が存在しない。

### 運動部
- 陸上競技
- 卓球
- サッカー
- バスケットボール（男女別）
- テニス（男女別）
- 弓道
- 水泳
- バドミントン
- 山岳
- 剣道
- ダンス

### 文化部
- 吹奏楽
- 科学[注 6]
- 囲碁
- 将棋
- 演劇
- メディア
- 合唱
- 家庭科
- 美術
- 文芸[注 7]

### 同好会
- 鉄道研究同好会

## 生徒会活動
- 生徒会本部
- 学級委員会
- 環境委員会
- 福祉委員会
- 図書委員会
- 生活委員会
- 広報委員会
- 視聴覚委員会
- 合唱祭実行委員会
- 翠星祭文化部門実行委員会
- 翠星祭体育部門実行委員会
- 選挙管理委員会

## 設備
体育館、武道場、テニスコート3面、グラウンド（150m×90m）、プール、多目的ホール、トレーニングルーム、弓道場、図書館、視聴覚室、風の通り道

## 著名な出身者
- 土肥圭太 - スポーツクライマー
- 布施砂丘彦 - 音楽家、コントラバス奏者

## 交通
出典
鉄道
JR東海道本線 平塚駅より徒歩30分
バス
| 乗車駅              | 系統                         | 下車停留所                         | 運行事業者 |
| ------------------- | ---------------------------- | ---------------------------------- | ---------- |
| JR東海道本線 平塚駅 | 平88・平92・平93・平96・平99 | 「共済病院前総合公園西」、徒歩10分 | ■神奈中    |
| JR東海道本線 平塚駅 | 平61・平62・平63・平68・平86 | 「中原東」、徒歩5分                | ■神奈中    |
| 小田急線 伊勢原駅   | 平89・平90・平91・平94       | 「中原下宿」、徒歩7分              | ■神奈中    |